# 수슬린 수
일반위상수학에서 수슬린 수(영어: Suslin number)는 위상 공간의 서로소 열린집합들의 집합족의 크기의 상한이다. 이 글에서는 수슬린 수를 비롯한 위상수학의 다양한 기수 값 불변량을 다룬다.

## 정의

### 무게
위상 공간 {\displaystyle X}의 무게(영어: weight) {\displaystyle w(X)}는 {\displaystyle X}의 기저의 최소 크기이다. 제2 가산 공간은 {\displaystyle w(X)\leq \aleph _{0}}인 위상 공간이다.
무게의 개념의 몇 가지 변형은 다음과 같다.
| 집합족의 조건 | 최소 크기 | 기호                   |
| ------------- | --------- | ---------------------- |
| 기저          | 무게      | {\displaystyle w}      |
| 유사 기저     | 유사 무게 | {\displaystyle \psi w} |
| π-기저        | π-무게    | {\displaystyle \pi }   |
| 망            | 망 무게   | {\displaystyle nw}     |

#### 유사 무게
위상 공간 {\displaystyle X}의 유사 기저(영어: pseudo-base) 또는 ψ-기저(영어: ψ-base)는 다음 조건을 만족시키는 열린집합들의 집합족 {\displaystyle {\mathcal {B}}\subseteq \operatorname {Open} (X)}이다.
- 임의의 {\displaystyle x\in X}에 대하여, {\displaystyle \{x\}=\bigcap _{x\in B\in {\mathcal {B}}}B}

위상 공간이 유사 기저를 가질 필요충분조건은 T1 공간인 것이다.
T1 공간 {\displaystyle X}의 유사 무게(영어: pseudo-weight) 또는 ψ-무게(영어: ψ-weight) {\displaystyle \psi w(X)}는 그 유사 기저의 최소 크기이다.

#### π-무게
위상 공간 {\displaystyle X}의 π-기저(영어: π-base)는 다음 조건을 만족시키는 열린집합들의 집합족 {\displaystyle {\mathcal {B}}\subseteq \operatorname {Open} (X)}이다.
- {\displaystyle \operatorname {Open} (X)\setminus \{\varnothing \}}의 공시작 집합이다. 즉, {\displaystyle \varnothing \not \in {\mathcal {B}}}이며, 임의의 열린집합 {\displaystyle U\subseteq X}에 대하여, 만약 {\displaystyle U\neq \varnothing }라면, {\displaystyle B\subseteq U}인 {\displaystyle B\in {\mathcal {B}}}가 존재한다.

위상 공간 {\displaystyle X}의 π-무게(영어: π-weight) {\displaystyle \pi (X)}는 그 π-기저의 최소 크기이다.

#### 망 무게
위상 공간 {\displaystyle X}의 망(영어: network)은 다음 조건을 만족시키는 집합족 {\displaystyle {\mathcal {N}}\subseteq {\mathcal {P}}(X)}이다.
- 임의의 열린집합 {\displaystyle U\subseteq X}에 대하여, {\displaystyle U=\bigcup {\mathcal {S}}}인 {\displaystyle {\mathcal {S}}\subseteq {\mathcal {N}}}이 존재한다.

따라서, 기저는 열린집합들로 이루어진 망이다.
위상 공간 {\displaystyle X}의 망 무게(영어: network weight, net weight) {\displaystyle nw(X)}는 그 망의 최소 크기이다.

### 밀도
위상 공간 {\displaystyle X}의 밀도(영어: density) {\displaystyle d(X)}는 {\displaystyle X}의 조밀 집합의 최소 크기이다. 분해 가능 공간은 {\displaystyle d(X)\leq \aleph _{0}}인 위상 공간이다.

#### 유전적 밀도
위상 공간 {\displaystyle X}의 유전적 밀도(영어: hereditary density) {\displaystyle d^{*}(X)} 또는 너비(영어: width) {\displaystyle z(X)}의 정의는 다음 두 가지가 있으며, 이 두 정의는 서로 동치이다.
- {\displaystyle d^{*}(X)}는 {\displaystyle X}의 부분 집합의 밀도의 상한이다 (이 상한이 유한한 경우 대신 {\displaystyle \aleph _{0}}을 취한다).
{\displaystyle d^{*}(X)=\max \left\{\aleph _{0},\sup _{Y\subset X}d(Y)\right\}}
- {\displaystyle z(X)}는 다음 조건을 만족시키는 부분 집합 {\displaystyle Y\subseteq X}의 크기의 상한이다 (이 상한이 유한한 경우 대신 {\displaystyle \aleph _{0}}을 취한다).
  - 모든 상집합이 열린집합이 되는 {\displaystyle Y} 위의 정렬 전순서가 존재한다.

즉,
{\displaystyle d^{*}(X)=z(X)}
이다. 유한한 값을 허용할 경우 두 정의는 더 이상 동치가 아니다.
증명:
{\displaystyle d^{*}(X)\geq z(X)}의 증명. {\displaystyle Y\subseteq X}가 부분 집합이며, {\displaystyle \leq }가 {\displaystyle Y} 위의 정렬 전순서이며, {\displaystyle Y}의 모든 상집합이 {\displaystyle Y}의 열린집합이라고 하자. {\displaystyle |Y|\leq d^{*}(X)}를 보이면 충분하다. 이를 보이기 위해서, 임의의 무한 기수 {\displaystyle \kappa <|Y|}에 대하여, {\displaystyle \kappa ^{+}\leq d^{*}(X)}임을 보이면 충분하다. {\displaystyle \alpha }가 {\displaystyle (Y,\leq )}의 순서형이라고 하자. {\displaystyle \kappa ^{+}\leq |Y|\leq \alpha }이므로, 순서형이 {\displaystyle \kappa ^{+}}인 부분 집합
{\displaystyle Z\subseteq Y}
가 존재한다. 임의의 상집합 {\displaystyle S\subseteq Z}는 {\displaystyle S}의 {\displaystyle Y}에서의 상폐포와 {\displaystyle Y}의 교집합이므로, {\displaystyle Z}의 열린집합이다. {\displaystyle \kappa ^{+}=|Z|}는 무한 기수의 따름 기수이므로, 정칙 기수이다. 따라서, 만약 {\displaystyle D\subseteq S}가 조밀 집합이라면, {\displaystyle D}는 {\displaystyle S}의 공종 집합이며, {\displaystyle |D|\geq \kappa ^{+}}이다. 즉,
{\displaystyle \kappa ^{+}=d(Z)\leq d^{*}(X)}
이다.
{\displaystyle d^{*}(X)\leq z(X)}의 증명. 임의의 {\displaystyle Y\subseteq X}에 대하여, {\displaystyle d(Y)\leq z(X)}임을 보이면 충분하다. 초한 귀납법에 따라, 다음과 같은 초한 점렬 {\displaystyle (y_{\alpha })_{\alpha <d(Y)}\subseteq Y}을 만들 수 있다.
{\displaystyle y_{\alpha }\in Y\setminus \operatorname {cl} \{y_{\beta }\colon \beta <\alpha \}\qquad (\forall \alpha <d(Y))}
이제,
{\displaystyle Z=\{y_{\alpha }\colon \alpha <d(Y)\}}
라고 하자. {\displaystyle Z} 위에 그 원소의 첨수에 따른 순서를 부여하면, 순서형이 {\displaystyle d(Y)}인 정렬 전순서 집합을 이룬다. 또한, 임의의 상집합 {\displaystyle S\subseteq Z}에 대하여, 그 최소 원소가 {\displaystyle \min S=y_{\alpha }}라고 하면,
{\displaystyle S=\{y_{\beta }\colon \alpha \leq \beta <d(Y)\}=Z\cap (Y\setminus \operatorname {cl} \{y_{\beta }\colon \beta <\alpha \})}
이므로, {\displaystyle S\subseteq Z}는 열린집합이다. 따라서,
{\displaystyle d(Y)=|S|\leq z(X)}
이다.

### 수슬린 수
위상 공간 {\displaystyle X}이 주어졌을 때, 공집합이 아닌 열린집합들의 부분 순서 집합 {\displaystyle \operatorname {Open} (X)\setminus \{\varnothing \}}의 강하향 반사슬들은 정확히 {\displaystyle X}의 공집합이 아닌 서로소 열린집합들로 이루어진 집합족들이다.
위상 공간 {\displaystyle X}의 수슬린 수(영어: Suslin number) 또는 세포도(영어: cellularity) {\displaystyle c(X)}는 {\displaystyle \operatorname {Open} (X)\setminus \{\varnothing \}}의 강하향 반사슬의 크기의 상한이다.

#### 유전적 수슬린 수
위상 공간 {\displaystyle X}의 유전적 수슬린 수(영어: hereditary Suslin number, hereditary cellularity) {\displaystyle c^{*}(X)} 또는 퍼짐(영어: spread) {\displaystyle s(X)}의 정의는 다음 두 가지가 있으며, 이는 서로 동치이다.
- {\displaystyle c^{*}(X)}는 {\displaystyle X}의 부분 집합의 수슬린 수의 상한이다.
{\displaystyle c^{*}(X)=\sup _{Y\subseteq X}c(Y)}
- {\displaystyle s(X)}는 {\displaystyle X}의 이산 집합의 크기의 상한이다.

즉,
{\displaystyle c^{*}(X)=s(X)}
이다.
증명:
{\displaystyle c^{*}(X)\leq s(X)}의 증명. {\displaystyle X}의 부분 집합 {\displaystyle Y\subseteq X} 및 {\displaystyle Y}의 공집합이 아닌 서로소 열린집합들의 집합족 {\displaystyle {\mathcal {U}}\subseteq \operatorname {Open} (Y)}가 주어졌을 때, 임의의 {\displaystyle U\in {\mathcal {U}}}에 대하여
{\displaystyle x_{U}\in U}
를 고르면,
{\displaystyle D=\{x_{U}\colon U\in {\mathcal {U}}\}\subseteq Y\subseteq X}
는 {\displaystyle X}의 부분 집합이며, 또한 이산 공간이다.
{\displaystyle c^{*}(X)\geq s(X)}의 증명. {\displaystyle X}의 이산 집합 {\displaystyle D\subseteq X}가 주어졌을 때,
{\displaystyle {\mathcal {U}}=\{\{x\}\colon x\in D\}\subseteq \operatorname {Open} (D)}
는 {\displaystyle D}의 공집합이 아닌 서로소 열린집합들의 집합족이다.

### 린델뢰프 수
위상 공간 {\displaystyle X}의 임의의 열린 덮개 {\displaystyle {\mathcal {U}}}에 대하여, {\displaystyle L({\mathcal {U}})}가 그 부분 덮개의 최소 크기라고 하자.
위상 공간 {\displaystyle X}의 린델뢰프 수(영어: Lindelöf number) {\displaystyle L(X)}는 다음과 같다.
{\displaystyle L(X)=\sup _{\mathcal {U}}L({\mathcal {U}})}
린델뢰프 공간은 {\displaystyle L(X)\leq \aleph _{0}}인 위상 공간이다.

#### 유전적 린델뢰프 수
위상 공간 {\displaystyle X}의 유전적 린델뢰프 수(영어: hereditary Lindelöf number) {\displaystyle L^{*}(X)} 또는 높이(영어: height) {\displaystyle h(X)}의 정의는 다음 두 가지가 있으며, 이 두 정의는 서로 동치이다.
- {\displaystyle L^{*}(X)}는 {\displaystyle X}의 부분 집합의 린델뢰프 수의 상한이다 (이 상한이 유한한 경우 대신 {\displaystyle \aleph _{0}}을 취한다).
{\displaystyle L^{*}(X)=\max \left\{\aleph _{0},\sup _{Y\subseteq X}L(Y)\right\}}
- {\displaystyle h(X)}는 다음 조건을 만족시키는 부분 집합 {\displaystyle Y\subseteq X}의 크기의 상한이다 (이 상한이 유한한 경우 대신 {\displaystyle \aleph _{0}}을 취한다).
  - 모든 하집합이 열린집합이 되는 {\displaystyle Y} 위의 정렬 전순서가 존재한다.

즉,
{\displaystyle L^{*}(X)=h(X)}
이다. 유한한 상한을 허용할 경우 이는 더 이상 성립하지 않는다. (반례로 시에르핀스키 공간이 있다.)
증명:
{\displaystyle L^{*}(X)\geq h(X)}의 증명. {\displaystyle Y\subseteq X}가 부분 집합이며, {\displaystyle \leq }가 {\displaystyle Y} 위의 정렬 전순서이며, {\displaystyle Y}의 모든 하집합이 {\displaystyle Y}의 열린집합이라고 하자. {\displaystyle |Y|\leq L^{*}(X)}를 보이면 충분하다. 이를 보이기 위해서, 임의의 무한 기수 {\displaystyle \kappa <|Y|}에 대하여 {\displaystyle \kappa ^{+}\leq L^{*}(X)}임을 보이면 충분하다. {\displaystyle \alpha }가 {\displaystyle (Y,\leq )}의 순서형이라고 하자. {\displaystyle \kappa ^{+}\leq |Y|\leq \alpha }이므로, 순서형이 {\displaystyle \kappa ^{+}}인 부분 집합
{\displaystyle Z\subseteq Y}
가 존재한다. {\displaystyle Z}의 모든 하집합 역시 {\displaystyle Z}의 열린집합임을 쉽게 알 수 있다. {\displaystyle \kappa ^{+}=|Z|}는 무한 기수의 따름 기수이므로, 정칙 기수이다. 따라서, {\displaystyle Z}의 열린 덮개
{\displaystyle {\mathcal {U}}=\{\mathop {\downarrow } z\setminus \mathop {\uparrow } z\colon z\in Z\}}
의 모든 부분 덮개의 크기는 {\displaystyle \kappa ^{+}}이다. 즉,
{\displaystyle \kappa ^{+}=L({\mathcal {U}})\leq L(Z)\leq L^{*}(X)}
이다.
{\displaystyle L^{*}(X)\leq h(X)}의 증명. 임의의 부분 집합 {\displaystyle Y\subseteq X} 및 무한 기수 {\displaystyle \kappa <L(Y)}에 대하여, {\displaystyle \kappa ^{+}\leq h(X)}임을 보이면 충분하다. {\displaystyle L({\mathcal {U}})>\kappa }인 {\displaystyle Y}의 열린 덮개 {\displaystyle {\mathcal {U}}}를 고르자. 초한 귀납법에 따라, 다음과 같은 초한 점렬 {\displaystyle (y_{\alpha })_{\alpha <\kappa ^{+}}\subseteq Y} 및 {\displaystyle (U_{\alpha })_{\alpha <\kappa ^{+}}\subseteq {\mathcal {U}}}을 만들 수 있다.
{\displaystyle y_{\alpha }\in Y\setminus \bigcup _{\beta <\alpha }U_{\beta }\qquad (\forall \alpha <\kappa ^{+})}
이제,
{\displaystyle Z=\{y_{\alpha }\colon \alpha <\kappa ^{+}\}\subseteq Y}
라고 하자. {\displaystyle Z}는 자연스럽게 순서형이 {\displaystyle \kappa ^{+}}인 정렬 전순서 집합을 이룬다. 또한, {\displaystyle Z}의 임의의 하집합
{\displaystyle S=\bigcup _{y_{\alpha }\in S}\{y_{\beta }\colon \beta \leq \alpha \}=\bigcup _{y_{\alpha }\in S}\left(Z\cap \bigcup _{\beta \leq \alpha }U_{\beta }\right)=Z\cap \bigcup _{y_{\alpha }\in S}\bigcup _{\beta \leq \alpha }U_{\beta }}
은 {\displaystyle Z}의 열린집합이다. 따라서,
{\displaystyle \kappa ^{+}=|Z|\leq h(X)}
이다.

### 지표
위상 공간 {\displaystyle X}의 부분 집합 {\displaystyle S\subseteq X}의 국소 지표(영어: local character) {\displaystyle \chi (S,X)}는 {\displaystyle S}의 국소 기저의 최소 크기이다.
위상 공간 {\displaystyle X}의 지표(영어: character) {\displaystyle \chi (X)}는 모든 점의 국소 지표의 상한이다.
{\displaystyle \chi (X)=\sup _{x\in X}\chi (x,X)}
제1 가산 공간은 {\displaystyle \chi (X)\leq \aleph _{0}}인 위상 공간이다.
마찬가지로, 다음과 같은 개념들을 정의할 수 있다.
| 집합족의 조건  | 개념             | 기호                      |
| -------------- | ---------------- | ------------------------- |
| 국소 기저      | (국소) 지표      | {\displaystyle \chi }     |
| 국소 유사 기저 | (국소) 유사 지표 | {\displaystyle \psi }     |
| 국소 π-기저    | (국소) π-지표    | {\displaystyle \pi \chi } |

#### 유사 지표
위상 공간 {\displaystyle X}의 부분 집합 {\displaystyle S\subseteq X}의 국소 유사 기저(영어: local pseudo-base) 또는 국소 ψ-기저(영어: local ψ-base)는 다음 조건을 만족시키는 열린집합들의 집합족 {\displaystyle {\mathcal {B}}\subseteq \operatorname {Open} (X)}이다.
{\displaystyle S=\bigcap {\mathcal {B}}}
위상 공간 {\displaystyle X}의 부분 집합 {\displaystyle S\subseteq X}의 국소 유사 지표(영어: local pseudo-character) 또는 국소 ψ-지표(영어: local ψ-character) {\displaystyle \psi (S,X)}는 {\displaystyle S}의 국소 유사 기저의 최소 크기이다.
T1 공간 {\displaystyle X}의 유사 지표(영어: pseudo-character) 또는 ψ-지표(영어: ψ-character) {\displaystyle \psi (X)}는 모든 점의 국소 유사 지표의 상한이다.
{\displaystyle \psi (X)=\sup _{x\in X}\psi (x,X)}

#### π-지표
위상 공간 {\displaystyle X}의 점 {\displaystyle x\in X}의 국소 π-기저(영어: local π-base)는 다음 조건을 만족시키는 열린집합들의 집합족 {\displaystyle {\mathcal {B}}\subseteq \operatorname {Open} (X)}이다.
- {\displaystyle \varnothing \not \in {\mathcal {B}}}이며, {\displaystyle x}의 임의의 근방 {\displaystyle U\ni x}에 대하여, {\displaystyle B\subseteq U}인 {\displaystyle B\in {\mathcal {B}}}가 존재한다.

위상 공간 {\displaystyle X}의 점 {\displaystyle x\in X}의 국소 π-지표(영어: local π-character) {\displaystyle \pi \chi (x,X)}는 {\displaystyle x}의 국소 π-기저의 최소 크기이다.
위상 공간 {\displaystyle X}의 π-지표(영어: π-character)는 {\displaystyle \pi \chi (X)}는 모든 점의 국소 π-지표의 상한이다.
{\displaystyle \pi \chi (X)=\sup _{x\in X}\pi \chi (x,X)}

### 밀착도
위상 공간 {\displaystyle X}의 부분 집합 {\displaystyle S\subseteq X} 및 그 폐포의 점 {\displaystyle x\in \operatorname {cl} S}에 대하여, {\displaystyle t(x,S,X)}가 {\displaystyle x\in \operatorname {cl} T}인 {\displaystyle T\subseteq S}의 최소 크기라고 하자.
위상 공간 {\displaystyle X}의 점 {\displaystyle x\in X}의 국소 밀착도(영어: local tightness)는 다음과 같다.
{\displaystyle t(x,X)=\sup _{x\in \operatorname {cl} S\subseteq X}t(x,S,X)}
위상 공간 {\displaystyle X}의 밀착도(영어: tightness)는 {\displaystyle t(X)}는 모든 점의 국소 밀착도의 상한이다.
{\displaystyle t(X)=\sup _{x\in X}t(x,X)}
가산 생성 공간은 {\displaystyle t(X)\leq \aleph _{0}}인 위상 공간이다.

## 성질
위상 공간 {\displaystyle X}이 주어졌을 때, 다음이 성립한다.
- (ㄱ) {\displaystyle c(X)\leq d(X)\leq \pi (X)\leq w(X)\leq \left|\operatorname {Open} (X)\right|\leq \min\{2^{|X|},2^{nw(X)}\}}
- (ㄴ) {\displaystyle \max\{d(X),L(X)\}\leq nw(X)\leq \min\{|X|,w(X)\}}
- (ㄷ) {\displaystyle \max\{t(x,X),\pi \chi (x,X)\}\leq \chi (x,X)\qquad (x\in X)}
- (ㄹ) {\displaystyle \max\{t(X),\pi \chi (X)\}\leq \chi (X)\leq w(X)\leq |X|\chi (X)}
- (ㅁ) {\displaystyle \pi \chi (X)\leq \pi (X)\leq d(X)\pi \chi (X)}
- (ㅂ) {\displaystyle t(X)\leq |X|}
- (ㅅ) {\displaystyle \left|\operatorname {RegOpen} (X)\right|\leq \min\{\pi (X)^{c(X)},2^{d(X)}\}}

증명 (ㄱ):
{\displaystyle c(X)\leq d(X)}의 증명. {\displaystyle {\mathcal {U}}\subseteq \operatorname {Open} (X)}가 공집합이 아닌 서로소 열린집합들의 집합족이라고 하자. {\displaystyle D\subseteq X}가 조밀 집합이라고 하자. {\displaystyle |{\mathcal {U}}|\leq |D|}임을 보이면 족하다. 조밀성에 따라, 임의의 {\displaystyle U\in {\mathcal {U}}}에 대하여
{\displaystyle x_{U}\in U\cap D}
를 고를 수 있다. {\displaystyle {\mathcal {U}}}가 서로소이므로, {\displaystyle U\mapsto x_{U}}는 {\displaystyle {\mathcal {U}}\to D} 단사 함수이다. 따라서 {\displaystyle |{\mathcal {U}}|\leq |D|}이다.
{\displaystyle d(X)\leq \pi (X)}의 증명. {\displaystyle {\mathcal {B}}}가 {\displaystyle X}의 π-기저라고 하자. {\displaystyle |D|\leq |{\mathcal {B}}|}인 조밀 집합 {\displaystyle D\subseteq X}를 찾으면 족하다. 임의의 {\displaystyle B\in {\mathcal {B}}}에 대하여 {\displaystyle x_{B}\in B}를 고르자. 그렇다면,
{\displaystyle D=\{x_{B}\colon B\in {\mathcal {B}}\}\subseteq X}
는 조밀 집합이며, {\displaystyle |D|\leq |B|}이다.
{\displaystyle \pi (X)\leq w(X)}의 증명. 모든 기저는 π-기저이므로 자명하다.
{\displaystyle w(X)\leq \left|\operatorname {Open} (X)\right|}의 증명. {\displaystyle \operatorname {Open} (X)}는 {\displaystyle X}의 기저를 이루므로 자명하다.
{\displaystyle \left|\operatorname {Open} (X)\right|\leq 2^{|X|}}의 증명. {\displaystyle \operatorname {Open} (X)\leq {\mathcal {P}}(X)}이므로 자명하다.
{\displaystyle \left|\operatorname {Open} (X)\right|\leq 2^{nw(X)}}의 증명. {\displaystyle {\mathcal {N}}}이 {\displaystyle X}의 망이라고 하자. {\displaystyle \left|\operatorname {Open} (X)\right|\leq 2^{|{\mathcal {N}}|}}임을 보이면 족하다. 이는
{\displaystyle {\mathcal {P}}({\mathcal {N}})\to \operatorname {Open} (X)}
{\displaystyle {\mathcal {S}}\mapsto \bigcup {\mathcal {S}}}
가 전사 함수이므로 자명하다.
증명 (ㄴ):
{\displaystyle \max\{d(X),L(X)\}\leq nw(X)\leq \min\{|X|,w(X)\}}
{\displaystyle d(X)\leq nw(X)}의 증명. {\displaystyle {\mathcal {N}}}이 {\displaystyle X}의 망이라고 하자. {\displaystyle |D|\leq |{\mathcal {N}}|}인 조밀 집합 {\displaystyle D\subseteq X}를 찾으면 족하다. 임의의 {\displaystyle N\in {\mathcal {N}}}에 대하여 {\displaystyle x_{N}\in {\mathcal {N}}}을 고르자. 그렇다면,
{\displaystyle D=\{x_{N}\colon N\in {\mathcal {N}}\}\subseteq X}
는 조밀 집합이며, {\displaystyle |D|\leq |{\mathcal {N}}|}이다.
{\displaystyle L(X)\leq nw(X)}의 증명. {\displaystyle {\mathcal {N}}}이 {\displaystyle X}의 망이라고 하자. {\displaystyle {\mathcal {U}}}가 {\displaystyle X}의 열린 덮개라고 하자. {\displaystyle |{\mathcal {V}}|\leq |{\mathcal {N}}|}인 부분 덮개 {\displaystyle {\mathcal {V}}\subseteq {\mathcal {U}}}를 찾으면 족하다.
{\displaystyle {\mathcal {S}}=\{N\in {\mathcal {N}}\colon \exists U\in {\mathcal {U}}\colon N\subseteq U\}}
라고 하자. 임의의 {\displaystyle N\in {\mathcal {S}}}에 대하여
{\displaystyle N\subseteq U_{N}}
인 {\displaystyle U_{N}\in {\mathcal {U}}}를 고르자. 그렇다면,
{\displaystyle {\mathcal {V}}=\{U_{N}\colon N\in {\mathcal {N}}\}}
은 {\displaystyle {\mathcal {U}}}의 부분 덮개이며, {\displaystyle |{\mathcal {V}}|\leq |{\mathcal {N}}|}이다.
{\displaystyle nw(X)\leq |X|}의 증명. {\displaystyle \{\{x\}\colon x\in X\}}가 {\displaystyle X}의 망이므로 자명하다.
{\displaystyle nw(X)\leq w(X)}의 증명. 모든 기저는 망을 이루므로 자명하다.
증명 (ㄷ):
{\displaystyle t(x,X)\leq \chi (x,X)}의 증명. {\displaystyle {\mathcal {B}}}가 {\displaystyle x}의 국소 기저라고 하자. {\displaystyle S\subseteq X}이며 {\displaystyle x\in \operatorname {cl} S}라고 하자.
{\displaystyle x\in \operatorname {cl} T}
{\displaystyle |T|\leq |{\mathcal {B}}|}
인 {\displaystyle T\subseteq S}를 찾으면 족하다. 임의의 {\displaystyle B\in {\mathcal {B}}}에 대하여, {\displaystyle x_{B}\in B\cap S}를 고르자. 그렇다면,
{\displaystyle T=\{x_{B}\colon B\in {\mathcal {B}}\}\subseteq S}
는 위 조건들을 만족시킨다.
{\displaystyle \pi \chi (x,X)\leq \chi (x,X)}의 증명. {\displaystyle x}의 임의의 국소 기저 {\displaystyle {\mathcal {B}}}에 대하여,
{\displaystyle \{\operatorname {int} B\colon B\in {\mathcal {B}}\}}
는 열린 근방들로 이루어진 국소 기저이며, 특히 {\displaystyle x}의 국소 π-기저이다. 따라서 이 부등식은 자명하게 참이다.
증명 (ㄹ):
{\displaystyle \max\{t(X),\pi \chi (X)\}\leq \chi (X)}의 증명. (ㄷ)에 의하여 자명하다.
{\displaystyle \chi (X)\leq w(X)}의 증명. {\displaystyle X}의 임의의 기저 {\displaystyle {\mathcal {B}}} 및 임의의 {\displaystyle x\in X}에 대하여,
{\displaystyle \{B\in {\mathcal {B}}\colon x\in B\}}
는 {\displaystyle x}의 국소 기저이므로 자명하다.
{\displaystyle w(X)\leq |X|\chi (X)}의 증명. 모든 {\displaystyle x\in X}에 대하여 국소 기저 {\displaystyle {\mathcal {B}}_{x}}가 주어졌을 때,
{\displaystyle {\mathcal {B}}=\left\{\operatorname {int} B\colon B\in \bigcup _{x\in X}{\mathcal {B}}_{x}\right\}}
는 {\displaystyle X}의 기저이다. 따라서 이 부등식은 자명하게 참이다.
증명 (ㅁ):
{\displaystyle \pi \chi (X)\leq \pi (X)}의 증명. 모든 π-기저는 모든 점의 국소 π-기저이므로 자명하다.
{\displaystyle \pi (X)\leq d(X)\pi \chi (X)}의 증명. 모든 점 {\displaystyle x\in X}에 대하여 국소 π-기저 {\displaystyle {\mathcal {B}}_{x}}가 주어졌고, 임의의 조밀 집합 {\displaystyle D\subseteq X}가 주어졌을 때,
{\displaystyle {\mathcal {B}}=\bigcup _{x\in D}{\mathcal {B}}_{x}}
는 {\displaystyle X}의 π-기저이다. 따라서 이 부등식은 자명하게 참이다.
증명 (ㅂ):
임의의 {\displaystyle S\subseteq X}에 대하여 {\displaystyle |S|\leq |X|}이므로 자명하다.
증명 (ㅅ):
{\displaystyle \left|\operatorname {RegOpen} (X)\right|\leq \pi (X)^{c(X)}}의 증명. {\displaystyle X}의 임의의 π-기저 {\displaystyle {\mathcal {B}}\subseteq X}가 주어졌다고 하자. {\displaystyle {\mathcal {B}}}의 크기 {\displaystyle c(X)} 이하의 부분 집합들의 집합으로 가는 단사 함수
{\displaystyle \operatorname {RegClsd} (X)\to {\mathcal {P}}_{\leq c(X)}({\mathcal {B}})}
를 찾으면 족하다. 임의의 정칙 닫힌집합 {\displaystyle F\subseteq X}에 대하여,
{\displaystyle {\mathcal {U}}_{F}\subseteq {\mathcal {B}}}
가 {\displaystyle U\subseteq \operatorname {int} F}인 {\displaystyle {\mathcal {B}}} 속의 서로소 열린집합 {\displaystyle U\in {\mathcal {B}}}들로 구성된 집합족 가운데 극대 원소인 하나라고 하자. (이는 초른 보조정리에 따라 존재하며, 선택 공리에 따라 극대 원소들 가운데 하나를 고를 수 있다.) 이제, 함수
{\displaystyle F\mapsto {\mathcal {U}}_{F}}
를 생각하자. 자명하게 {\displaystyle |{\mathcal {U}}_{F}|\leq c(X)}이다. 만약 {\displaystyle {\mathcal {U}}_{E}={\mathcal {U}}_{F}}라면,
{\displaystyle E=\operatorname {cl} \bigcup {\mathcal {U}}_{E}=\operatorname {cl} \bigcup {\mathcal {U}}_{F}=F}
이다. 따라서, 이 함수는 단사 함수이다.
{\displaystyle \left|\operatorname {RegOpen} (X)\right|\leq 2^{d(X)}}의 증명. 임의의 조밀 집합 {\displaystyle D\subseteq X}가 주어졌다고 하자. 단사 함수
{\displaystyle \operatorname {RegClsd} (X)\to {\mathcal {P}}(D)}
를 찾으면 족하다. 함수
{\displaystyle F\mapsto F\cap D}
를 생각하자. 만약 {\displaystyle E\cap D=F\cap D}라면,
{\displaystyle E=\operatorname {cl} U}
{\displaystyle F=\operatorname {cl} V}
인 열린집합 {\displaystyle U,V\subseteq X}를 골랐을 때,
{\displaystyle E=\operatorname {cl} U=\operatorname {cl} (\operatorname {cl} U\cap D)=\operatorname {cl} (E\cap D)=\operatorname {cl} (F\cap D)=\operatorname {cl} (\operatorname {cl} V\cap D)=\operatorname {cl} V=F}
이다. 따라서 이 함수는 단사 함수이다.
콜모고로프 공간 {\displaystyle X}에서, 다음이 성립한다.
- (ㄱ) {\displaystyle |X|\leq 2^{w(X)}}

증명 (ㄱ):
{\displaystyle X}의 임의의 기저 {\displaystyle {\mathcal {B}}}가 주어졌다고 하자. 단사 함수
{\displaystyle X\to {\mathcal {P}}({\mathcal {B}})}
를 찾으면 족하다. 콜모고로프 조건에 따라, 함수
{\displaystyle x\mapsto \{B\in {\mathcal {B}}\colon x\in B\}}
는 단사 함수이다.
T1 공간 {\displaystyle X}에서, 다음이 성립한다.
- (ㄱ) {\displaystyle \psi w(X)\leq \min\{|X|,w(X)\}\leq |X|\leq \left|\operatorname {Open} (X)\right|}
- (ㄴ) {\displaystyle \psi (x,X)\leq \chi (x,X)\qquad (x\in X)}
- (ㄷ) {\displaystyle \psi (X)\leq \min\{\chi (X),\psi w(X)\}}
- (ㄹ) {\displaystyle |X|\leq \min\{2^{\psi w(X)},nw(X)^{\psi (X)}\}}
- (ㅁ) {\displaystyle nw(X)\leq \psi w(X)^{L(X)}}

증명 (ㄱ):
{\displaystyle \psi w(X)\leq |X|}의 증명. T1 조건에 따라 {\displaystyle \{X\setminus \{x\}\colon x\in X\}}가 {\displaystyle X}의 유사 기저이므로 자명하다.
{\displaystyle \psi w(X)\leq w(X)}의 증명. T1 조건에 따라 모든 기저는 유사 기저이므로 자명하다.
{\displaystyle |X|\leq \left|\operatorname {Open} (X)\right|}의 증명. T1 조건에 따라 모든 {\displaystyle X\setminus \{x\}}은 {\displaystyle X}의 열린집합이므로 자명하다.
증명 (ㄴ):
T1 조건에 따라 {\displaystyle x}의 모든 국소 기저는 국소 유사 기저이므로 자명하다.
증명 (ㄷ):
{\displaystyle \psi (X)\leq \chi (X)}의 증명. (ㄴ)에 의하여 자명하다.
{\displaystyle \psi (X)\leq \psi w(X)}의 증명. {\displaystyle X}의 임의의 유사 기저 {\displaystyle {\mathcal {B}}} 및 임의의 {\displaystyle x\in X}에 대하여,
{\displaystyle \{B\in {\mathcal {B}}\colon x\in B\}}
는 {\displaystyle x}의 국소 유사 기저이므로 자명하다.
증명 (ㄹ):
{\displaystyle |X|\leq 2^{\psi w(X)}}의 증명. {\displaystyle X}의 임의의 유사 기저 {\displaystyle {\mathcal {B}}}가 주어졌다고 하자. 단사 함수
{\displaystyle X\to {\mathcal {P}}({\mathcal {B}})}
를 찾으면 족하다. 함수
{\displaystyle x\mapsto {\mathcal {\{}}B\in {\mathcal {B}}\colon x\in B\}}
를 생각하자. 만약 {\displaystyle \{B\in {\mathcal {B}}\colon x\in B\}=\{B\in {\mathcal {B}}\colon y\in B\}}라면,
{\displaystyle \{x\}=\bigcap _{x\in B\in {\mathcal {B}}}B=\bigcap _{y\in B\in {\mathcal {B}}}B=\{y\}}
이다. 따라서, 이 함수는 단사 함수이다.
{\displaystyle |X|\leq nw(X)^{\psi (X)}}의 증명. {\displaystyle X}의 임의의 망 {\displaystyle {\mathcal {N}}}이 주어졌다고 하자. {\displaystyle {\mathcal {N}}}의 크기 {\displaystyle \psi (X)} 이하의 부분 집합들의 집합으로 가는 단사 함수
{\displaystyle X\mapsto {\mathcal {P}}_{\leq \psi (X)}({\mathcal {N}})}
를 찾으면 족하다. 임의의 {\displaystyle x\in X}에 대하여, {\displaystyle |{\mathcal {B}}_{x}|\leq \psi (X)}인 {\displaystyle x}의 국소 유사 기저 {\displaystyle {\mathcal {B}}_{x}}를 고르자. 임의의 {\displaystyle x\in X} 및 {\displaystyle B\in {\mathcal {B}}_{p}}에 대하여, {\displaystyle x\in N_{x,B}\subseteq B}인 {\displaystyle N_{x,B}\in {\mathcal {N}}}을 고르자. 이제, 함수
{\displaystyle x\mapsto {\mathcal {S}}_{x}=\{N_{x,B}\colon B\in {\mathcal {B}}\}\subseteq {\mathcal {N}}}
생각하자. ({\displaystyle |{\mathcal {S}}_{x}|\leq |{\mathcal {B}}_{x}|\leq \psi (X)}이므로 {\displaystyle {\mathcal {S}}_{x}\in {\mathcal {P}}_{\leq \psi (X)}({\mathcal {N}})}이다.) 만약 {\displaystyle {\mathcal {S}}_{x}={\mathcal {S}}_{y}}라면,
{\displaystyle \{x\}=\bigcap {\mathcal {B}}_{x}=\bigcap {\mathcal {S}}_{x}=\bigcap {\mathcal {S}}_{y}=\bigcap {\mathcal {B}}_{y}=\{y\}}
이다. 따라서 이 함수는 단사 함수이다.
증명 (ㅁ):
{\displaystyle X}의 임의의 유사 기저 {\displaystyle {\mathcal {B}}}에 대하여,
{\displaystyle {\mathcal {N}}=\left\{X\setminus \bigcup {\mathcal {S}}\colon {\mathcal {S}}\subseteq {\mathcal {B}},\;|{\mathcal {S}}|\leq L(X)\right\}}
는 {\displaystyle X}의 망을 이루며,
{\displaystyle |{\mathcal {N}}|\leq |{\mathcal {B}}|^{L(X)}}
이다.
하우스도르프 공간 {\displaystyle X}에서, 다음이 성립한다.
- (ㄱ) {\displaystyle |X|\leq \min\{2^{2^{d(X)}},d(X)^{\chi (X)}\}}
- (ㄴ) {\displaystyle \psi w(X)\leq \min\{\left|\operatorname {RegOpen} (X)\right|,nw(X)\}}

증명 (ㄱ):
{\displaystyle |X|\leq 2^{2^{d(X)}}}의 증명. 임의의 조밀 집합 {\displaystyle D\subseteq X}가 주어졌다고 하자. 단사 함수
{\displaystyle X\to {\mathcal {P}}({\mathcal {P}}(D))}
를 찾으면 족하다. 함수
{\displaystyle x\mapsto \{U\cap D\colon x\in U\in \operatorname {Open} (X)\}}
를 생각하자. 만약
{\displaystyle \{U\cap D\colon x\in U\in \operatorname {Open} (X)\}=\{U\cap D\colon y\in U\in \operatorname {Open} (X)\}}
라면, 하우스도르프 조건에 따라
{\displaystyle \{x\}=\bigcap _{x\in U\in \operatorname {Open} (X)}\operatorname {cl} U=\bigcap _{x\in U\in \operatorname {Open} (X)}\operatorname {cl} (U\cap D)=\bigcap _{y\in U\in \operatorname {Open} (X)}\operatorname {cl} (U\cap D)=\bigcap _{x\in U\in \operatorname {Open} (X)}\operatorname {cl} U=\{y\}}
이다. (두 번째 등식은 조밀성에 따라 {\displaystyle \operatorname {cl} U=\operatorname {cl} (U\cap D)}이기 때문이다.) 따라서, 이 함수는 단사 함수이다.
{\displaystyle |X|\leq d(X)^{\chi (X)}}의 증명. 만약 {\displaystyle \chi (X)<\aleph _{0}}이라면, {\displaystyle X}는 이산 공간이며, 이 부등식은 자명하게 성립한다. 이제, {\displaystyle \chi (X)\geq \aleph _{0}}이라고 하자. 임의의 조밀 집합 {\displaystyle D\subseteq X}가 주어졌다고 하자. 단사 함수
{\displaystyle X\to {\mathcal {P}}_{\leq \chi (X)}({\mathcal {P}}_{\leq \chi (X)}(D))}
를 찾으면 족하다. 임의의 {\displaystyle x\in X}에 대하여, {\displaystyle |{\mathcal {B}}_{x}|\leq \chi (X)}인 국소 기저 {\displaystyle {\mathcal {B}}_{x}}를 고르자. 임의의 {\displaystyle B\in {\mathcal {B}}_{x}}에 대하여
{\displaystyle s_{x,B}\in B\cap D}
를 고르고,
{\displaystyle S_{x}=\{s_{x,B}\colon B\in {\mathcal {B}}_{x}\}\subseteq D}
{\displaystyle {\mathcal {A}}_{x}=\{B\cap S_{x}\colon B\in {\mathcal {B}}_{x}\}\subseteq {\mathcal {P}}(S_{x})\subseteq {\mathcal {P}}(D)}
라고 하자. 이제, 함수
{\displaystyle x\mapsto {\mathcal {A}}_{x}}
를 생각하자. 자명하게
{\displaystyle |S_{x}|\leq \chi (X)}
{\displaystyle |{\mathcal {A}}_{x}|\leq \chi (X)}
이다. 하우스도르프 조건에 따라
{\displaystyle \{x\}=\bigcap _{B\in {\mathcal {B}}_{x}}\operatorname {cl} B\supseteq \bigcap _{B\in {\mathcal {B}}_{x}}\operatorname {cl} (B\cap S_{x})\supseteq \{x\}}
이다. 따라서, 만약
{\displaystyle {\mathcal {A}}_{x}={\mathcal {A}}_{y}}
라면,
{\displaystyle \{x\}=\bigcap _{B\in {\mathcal {B}}_{x}}\operatorname {cl} (B\cap S_{x})=\bigcap _{B\in {\mathcal {B}}_{y}}\operatorname {cl} (B\cap S_{y})=\{y\}}
이다. 즉, 이 함수는 단사 함수이다.
증명 (ㄴ):
{\displaystyle \psi w(X)\leq \left|\operatorname {RegOpen} (X)\right|}의 증명. 하우스도르프 공간에서, 정칙 닫힌집합들은 유사 기저를 이룬다. 따라서 이 부등식은 자명하게 참이다.
{\displaystyle \psi w(X)\leq nw(X)}의 증명. 만약 {\displaystyle nw(X)<\aleph _{0}}라면, {\displaystyle X}는 유한 이산 공간이며, 이 부등식은 자명하게 성립한다. 이제, {\displaystyle nw(X)\geq \aleph _{0}}이라고 하자. {\displaystyle X}의 임의의 망 {\displaystyle {\mathcal {N}}}이 주어졌다고 하자. {\displaystyle |{\mathcal {B}}|\leq |{\mathcal {N}}|}인 유사 기저 {\displaystyle {\mathcal {B}}}를 찾으면 족하다.
{\displaystyle {\mathcal {S}}=\{(M,N)\in {\mathcal {N}}\times {\mathcal {N}}\colon \exists U,V\in \operatorname {Open} (X)\colon M\subseteq U,\;N\subseteq V,\;U\cap V=\varnothing \}}
라고 하자. 임의의 {\displaystyle (M,N)\in {\mathcal {S}}}에 대하여,
{\displaystyle M\subseteq U_{(M,N)}}
{\displaystyle N\subseteq V_{(M,N)}}
{\displaystyle U_{(M,N)}\cap V_{(M,N)}=\varnothing }
인 열린집합 {\displaystyle U_{(M,N)},V_{(M,N)}\subseteq X}를 고르자. 그렇다면, 하우스도르프 조건에 따라,
{\displaystyle {\mathcal {B}}=\{U_{(M,N)}\colon (M,N)\in {\mathcal {S}}\}}
는 유사 기저임을 알 수 있다. 또한, 자명하게
{\displaystyle |{\mathcal {B}}|\leq |{\mathcal {N}}|^{2}=|{\mathcal {N}}|}
이다.
정칙 하우스도르프 공간 {\displaystyle X}에서, 다음이 성립한다.
- {\displaystyle w(X)\leq \left|\operatorname {RegOpen} (X)\right|}

증명 (ㄱ):
정칙 하우스도르프 공간에서, 정칙 열린집합들은 기저를 이룬다. 따라서 이 부등식은 자명하게 참이다.
콤팩트 T1 공간 {\displaystyle X}에서, 다음이 성립한다.
- (ㄱ) {\displaystyle nw(X)\leq \psi w(X)}

증명 (ㄱ):
T1 공간에 대한 명제 (ㅁ)의 증명과 유사하다.
콤팩트 하우스도르프 공간 {\displaystyle X}에서, 다음이 성립한다.
- {\displaystyle \psi (X)=\chi (X)}

위상 공간 {\displaystyle X} 및 부분 집합 {\displaystyle Y\subseteq X}가 주어졌을 때, 다음이 성립한다.
- {\displaystyle w(Y)\leq w(X)}
- {\displaystyle nw(Y)\leq nw(X)}
- {\displaystyle X}가 T1 공간일 때, {\displaystyle \psi w(Y)\leq \psi w(X)}
- {\displaystyle \chi (Y)\leq \chi (X)}
- {\displaystyle X}가 T1 공간일 때, {\displaystyle \psi (Y)\leq \psi (X)}
- {\displaystyle t(Y)\leq t(X)}

만약 {\displaystyle f\colon X\to Y}가 닫힌 연속 전사 함수라면, 다음이 성립한다.
- {\displaystyle t(Y)\leq t(X)}

## 참고 문헌
- Juhász, István (1980). 《Cardinal functions in topology—ten years later》. Mathematical Centre Tracts (영어) 123 2판. Amsterdam: Mathematisch Centrum. ISBN 90-6196-196-3. MR 0576927. Zbl 0479.54001.